# Ba gua
A pa kua (gyakori forma: ba gua, kínai írással: 八卦, pinjin: bāguà, magyaros: pakua, jelentése: nyolc szimbólum) a taoista kozmológia része, a valóság fő alapelveinek bemutatására használják. Nyolc alapelemét egy-egy diagram jelöli: mindegyik három vonalból áll, valamennyi vonal vagy folytonos, vagy középen meg van szakítva. Három részből álló felépítésük miatt a legtöbb nyelvben gyakran egyszerűen csak trigramnak hívják.
A trigrammok összefüggnek a tajcsi (taiji) filozófiájával, A tajcsicsüannel (taijiquannel) és a vu hszinggel (wu xinggel), vagyis az Öt elemmel. A kapcsolatokat a trigrammok között két elrendezésben találhatjuk, A Kezdeti (先天八卦, hszientien pakua (xiāntiān bāguà)), Korai menny vagy Fuxi bagua (伏羲八卦, fuhszi pakua (fúxī bāguà)), és a  Megnyilvánult (後天八卦, houtien pakua (hòutiān bāguà)), Késői menny, vagy King wen bagua. Találhatunk összefüggést a trigrammok és az asztronómia, asztrológia, földrajztudomány, geomancia, anatómia, a család területén és másutt.
Az ősi kínai klasszikus, a Ji csing (Yi jing) 64 lehetséges trigram párból áll (amit Hexagramnak hívnak) és ugyan ennyi magyarázattal jön.
| 乾 Csien (Qián) ☰ | 兌 Tuj (Duì) ☱ | 離 Li (Lí) ☲ | 震 Csen (Zhèn) ☳ | 巽 Hszün (Xùn) ☴   | 坎 Kan (Kǎn) ☵ | 艮 Ken (Gèn) ☶ | 坤 Kun (Kūn) ☷ |
| ----------------- | -------------- | ------------ | ---------------- | ------------------ | -------------- | -------------- | -------------- |
| Mennyország/ég    | Tó/Láp         | Tűz          | Mennydörgés      | Szél               | Víz            | Hegy           | Föld           |
| 天 Tien (Tiān)    | 澤(泽) Cö (Zé) | 火 Huo (Huǒ) | 雷 Lej (Léi)     | 風(风) Feng (Fēng) | 水 Suj (Shuǐ)  | 山 San (Shān)  | 地 Ti (Dì)     |

## Fuxi -Korai menny

Fuxi "Korai menny" bagua elrendezés

| 卦名 Kuaming (Guàmíng) Név | 自然 Cizsan (Zìrán) Természet       | 季节 Csicsie (Jìjié) Évszak | 性情 Hszingcsing (Xìngqíng) Személyiség | 家族 Csiacu (Jiāzú) Család                | 方位 Fangvej (Fāngwèi) Irány (égtáj) | 意義 Jiji (Yìyì) Jelentés                                    |
| -------------------------- | ----------------------------------- | --------------------------- | --------------------------------------- | ----------------------------------------- | ------------------------------------ | ------------------------------------------------------------ |
| 乾 Csien (Qián)            | 天 Tien (Tiān), Menny (Mennyország) | Nyár                        | Kreatív                                 | 父 Fu (Fù), Atya                          | 南 Nan (Nán), Dél                    | Terjedő energia, az Ég.                                      |
| 巽 Hszün (Xùn)             | 風 Feng (Fēng), Szél                | Nyár                        | Gyengéd                                 | 長女 Csangnü (Chángnǚ), Elsőszülött leány | 西南 Hszinan (Xīnán), Délnyugat      | Gyengéd behatolás/áthatolás, hajlékonyság.                   |
| 坎 Kan (Kǎn)               | 水 Suj (Shuǐ), Víz                  | ősz                         | Feneketlen                              | 中男 Csungnan (Zhōngnán), Középső fiú     | 西 Hszi (Xī), Nyugat                 | Veszély, gyors folyamú folyók, a feneketlen mélység, a Hold. |
| 艮 Ken (Gèn)               | 山 San (Shān), Hegy                 | Ősz                         | Nyugodt                                 | 少男 Saonan (Shàonán), Legifjabb fiú      | 西北 Hszipej (Xīběi), Északnyugat    | Mozdulatlanság, megmozdíthatatlanság.                        |
| 坤 Kun (Kūn)               | 地 Ti (Dì), Föld                    | Tél                         | Befogadó                                | 母 Mu (Mǔ), Anya                          | 北 Pej (Běi), Észak                  | Befogadó energia, ami enged.                                 |
| 震 Csen (Zhèn)             | 雷 Lej (Léi), Mennydörgés           | Tél                         | Felizgató                               | 長男 Csangnan (Chángnán), Elsőszülött fiú | 東北 Tungpej (Dōngběi), Északkelet   | Ingerlés, keringés, viszály.                                 |
| 離 Li (Lí)                 | 火 Huo (Huǒ), Tűz                   | Tavasz                      | Kapaszkodó                              | 中女 Csungnü (Zhōngnǚ), Középső leány     | 東 Tung (Dōng), Kelet                | Gyors mozgás, ragyogás, a Nap.                               |
| 兌 Tuj (Duì)               | 澤 Cö (Zé), Tó                      | Tavasz                      | Örömteli                                | 少女 Saonü (Shàonǚ), Legifjabb leány      | 東南 Tungnan (Dōngnán), Délkelet     | Öröm, elégdettség, tespedés.                                 |